# 波多黎各聖胡安聖殿
波多黎各聖胡安圣殿（Templo de San Juan Puerto Rico）是耶稣基督后期圣徒教会的第176座圣殿，位于波多黎各的首都圣胡安。波多黎各聖胡安圣殿在2019点动工，2022年12月1日至12月17日对公众开放参观，并在2023年1月23日奉献。圣殿面积6,988平方英尺（649平方米）。